# SN 1998dp
SN 1998dp – supernowa odkryta 14 sierpnia 1998 roku w galaktyce A215828-1958. W momencie odkrycia miała maksymalną jasność 20,30m.